# Teitur Þórðarson
Teitur Þórðarson (ur. 14 stycznia 1952 w Akranesie, Islandia) – islandzki piłkarz, grający na pozycji napastnika, trener piłkarski.

## Kariera piłkarska

### Kariera klubowa
Wychowanek Akraness, w składzie którego w 1969 rozpoczął karierę piłkarską. W 1977 wyjechał do Szwecji, gdzie bronił barw klubów Jönköpings Södra IF i Östers IF. W 1981 przeniósł się do Francji, gdzie został piłkarzem RC Lens. W 1983 przeszedł do AS Cannes. W latach 1984–1985 występował w szwajcarskim Yverdon-Sport FC, a potem powrócił do Östers IF. W 1987 zakończył karierę piłkarską w Skövde AIK.

### Kariera reprezentacyjna
W 1972-1985 bronił barw narodowej reprezentacji Islandii.

## Kariera trenerska
Po zakończeniu kariery piłkarskiej rozpoczął pracę szkoleniową. W latach 1987–1988 prowadził Skövde AIK.
Potem trenował norweskie kluby SK Brann, Lyn Fotball, SF Grei i Lillestrøm SK. Na początku 1996 został zaproszony do Estonii, gdzie stał na czele Flory Tallinn i reprezentacji Estonii. W 2000 powrócił do Norwegii, gdzie kierował SK Brann, Lyn Fotball i Ullensaker/Kisa IL. W 2006 został mianowany na stanowisko głównego trenera Reykjavíkur. 11 grudnia 2007 podpisał kontrakt z kanadyjskim Vancouver Whitecaps, a po jego rozwiązaniu w końcu 2010, został 30 maja 2011 trenerem nowo utworzonego Vancouver Whitecaps FC. 15 stycznia 2012 został zaproszony do indyjskiego Barasat Euro Musketeers. Potem powrócił do Norwegii, gdzie w 2013 prowadził FuVo, a w 2014 DFI.

## Sukcesy i odznaczenia

### Sukcesy piłkarskie
- mistrz Islandii: 1970, 1974, 1975, 1977
- mistrz Szwecji: 1978, 1980, 1981
- zdobywca Pucharu Szwecji: 1977

### Sukcesy trenerskie
- mistrz Estonii: 1997/98, 1998
- zdobywca Pucharu Estonii: 1998
- zdobywca Superpucharu Estonii: 1998
- mistrz USL First Division: 2008
- mistrz Bengal Premier League Soccer: 2012